# Marstonia pachyta
Marstonia pachyta е вид коремоного от семейство Hydrobiidae.

## Разпространение
Видът е разпространен в САЩ (Алабама).